# The Sex Lives of College Girls
The Sex Lives of College Girls est une série télévisée américaine en 30 épisodes de 25-51 minutes, créée par Mindy Kaling et Justine Noble, diffusée entre le 18 novembre 2021 et le 23 janvier 2025 sur HBO Max/Max et en simultané sur le service Crave au Canada.
En France, elle a été diffusée entre le 10 février 2023 et le 23 janvier 2025 sur Prime Video pour les deux premières saisons puis sur Max pour la troisième. En Belgique et au Luxembourg, elle a été diffusée entre le 11 juin 2024 et le 23 janvier 2025 sur HBO Max. Néanmoins, elle reste pour le moment inédite en Suisse.

## Synopsis
La série suit les premiers pas de quatre colocs à la prestigieuse Université de Essex dans le Vermont (Nouvelle-Angleterre). Couvrant leur mode de vie sexuellement actif alors qu'elles font face à différentes luttes et difficultés que l'université apporte, pleines de contradictions et d'hormones, les filles sont à la fois adorables et exaspérantes dans leur nouvelle vie libre sur le campus.

## Distribution

### Acteurs principaux
- Pauline Chalamet (VF : Léopoldine Serre) : Kimberly Finkle
- Amrit Kaur (VF : Audrey Sablé) : Bela Malhotra
- Reneé Rapp (VF : Marion Gress) : Leighton Murray[note 1]
- Alyah Chanelle Scott (VF : Justine Berger) : Whitney Chase
- Christopher Meyer (VF : Jhos Lican) : Canaan Greene
- Ilia Isorelýs Paulino (VF : Vanessa Van Geneugden) : Lila Flores
- Renika Williams (VF : Marie Bouvier) : Willow
- Lauren « Lolo » Spencer (VF : Esthèle Durmand) : Jocelyn
- Midori Francis (VF : Ludivine Maffren) : Alicia (saisons 1 et 3, invitée saison 2)[note 2]
- Gavin Leatherwood (VF : Eilias Changuel) : Nico Murray (saison 1)
- Mekki Leeper (VF : Benjamin Bollen) : Eric Miller (saison 2, récurrent saison 1)[note 3]
- Mitchell Slaggert (VF : Arnaud Laurent) : Jackson (saison 2)[note 4]
- Mia Rodgers : Taylor (saison 3)
- Gracie Lawrence (VF : Loelia Salvador) : Kacey Baker (saison 3)[note 5]

### Acteurs récurrents
- Rob Huebel (en) (VF : Jean-François Cros) : Henry Murray
- Nicole Sullivan (VF : Véronique Soufflet) : Carol Finkle
- Craig Cackowski : Dale Finkle
- Sherri Shepherd (VF : Daria Levannier) : Evette Chase
- Betti : Trish / Travis Feldman
- Amanda Ripley : Ginger
- Vico Ortiz : Tova
- Donielle Nash : Jayla
- Scott Lipman (VF : Anthony Audoux) : Frude Rasmunssen (saisons 1 et 2, invité saison 3)
- Isabella Roland (VF : Louise Emma Morel) : Carla (saisons 1 et 2, invitée saison 3)
- Kavi Ramachandran Ladnier : Reena Malhotra (saisons 1 et 3)
- Sierra Katow (en) (VF : Geneviève Doang) : Evangeline Hashima (saisons 1 et 2)
- Cheyenne Perez : Jo (saisons 1 et 2)
- Stephen Guarino : Roger (saison 1, invité saison 2)
- Maya Rose (VF : Elsa Davoine) : Jena (saison 1, invitée saison 2)
- James Morosini (VF : Jim Redler) : Dalton (saison 1)
- Jillian Armenante : la coach Gertrude Woods (saison 1)
- Conor Donnally : Ryan Hutton (saison 1)
- Gedde Watanabe : le professeur Harpin (saison 2, invité saison 1)
- Aketra Sevillian : Zoe (saison 2)
- Charlie Hall : Andrew Fuller (saison 2)
- Gracie Dzienny : Tatum (saison 2)
- Devin Craig : Isaiah (saison 3)
- Courtney Parchman : Blair (saison 3)
- Zoe Lam : Rina (saison 3)
- Michael Provost : Eli (saison 3)
- Nabeel Muscatwalla : Arvind (saison 3)
- Rebecca Wisocky : la professeure Dorfmann (saison 3)
- Roby Attal : Cooper (saison 3)
- Tig Notaro : la professeure Leah Friedman (saison 3)
- Ruby Cruz : Ash (saison 3)
- Michael Hsu Rosen : Brian (saison 3)
- Brandon Keener : le coach Hale (saison 3)

 Source et légende : version française (VF) sur RS Doublage et cartons de doublage français.

## Épisodes

### Première saison (2021)
Composée de dix épisodes, elle a été mise en ligne le 18 novembre 2021 sur HBO Max et au Canada sur le service Crave.
| no | Titre français         | Titre original           | Réalisateur        | Scénaristes                         | Date de sortie   | Code de production |
| -- | ---------------------- | ------------------------ | ------------------ | ----------------------------------- | ---------------- | ------------------ |
| 1  | Bienvenue dans l'Essex | Welcome to Essex         | David Gordon Green | Mindy Kaling & Justin Noble         | 18 novembre 2021 | T40.10301          |
| 2  | Fête nue               | Naked Party              | Zoe Cassavetes     | Ali Liebegott & Caroline Goldfarb   | 18 novembre 2021 | T40.10302          |
| 3  | Le Tuteur              | Le Tuteur                | Zoe Cassavetes     | Rupinder Gill                       | 25 novembre 2021 | T40.10303          |
| 4  | Kappa                  | Kappa                    | Kabir Akhtar       | Charlie Grandy & Beth Appel         | 25 novembre 2021 | T40.10304          |
| 5  | Ce commentaire         | That Comment Tho         | Rachel Raimist     | Matt Warburton & Sheridan Watson    | 25 novembre 2021 | T40.10305          |
| 6  | Week-end des parents   | Parents Weekend          | Meredith Dawson    | Mindy Kaling & Justin Noble         | 2 décembre 2021  | T40.10306          |
| 7  | Je suis accro au sexe  | I Think I'm a Sex Addict | Lila Neugebauer    | Rupinder Gill & Vanessa Baden Kelly | 2 décembre 2021  | T40.10307          |
| 8  | La fête surprise       | The Surprise Party       | Maggie Carey       | Charlie Grandy & Kristen Zublin     | 2 décembre 2021  | T40.10308          |
| 9  | L'infidélité           | Cheating                 | Kabir Akhtar       | Caroline Goldfarb & Beth Appel      | 9 décembre 2021  | T40.10309          |
| 10 | La vérité              | The Truth                | Liza Johnson       | Justin Noble & Rupinder Gill        | 9 décembre 2021  | T40.10310          |

### Deuxième saison (2022)
En décembre 2021, la série est renouvelée pour une seconde saison, et diffusée depuis le 17 novembre 2022.
| no | Titre français                                  | Titre original                        | Réalisateur      | Scénaristes                       | Date de sortie    | Code de production |
| -- | ----------------------------------------------- | ------------------------------------- | ---------------- | --------------------------------- | ----------------- | ------------------ |
| 1  | L'hiver arrive                                  | Winter is Comming                     | Daniella Eismann | Caroline Goldfarb                 | 17 novembre 2022  | T40.10401          |
| 2  | Problème de fraternité                          | Frat Problems                         | Daniella Eisman  | Rupinder Gill                     | 17 novembre 2022  | T40.10402          |
| 3  | Le roi des petits                               | The Short King                        | Lila Neugebauer  | Sarah Tapscott                    | 24 novembre 2022  | T40.10403          |
| 4  | Veux-tu être ma copine ?                        | Will You Be My Girlfriend?            | Lila Neugebauer  | Rheeqrheeq Chainey                | 24 novembre 2022  | T40.10404          |
| 5  | Coups de feu                                    | Tacking Shots                         | Thembi Banks     | Justin Noble et Sheridan Watson   | 1er décembre 2022 | T40.10405          |
| 6  | Copine                                          | Doppelbanger                          | David Stassen    | Mindy Kaling                      | 1er décembre 2022 | T40.10406          |
| 7  | Grève des restaurateurs de l'université d'Essex | The Essex College Food Workers Strike | Tazbah Chavez    | Beth Appel                        | 8 décembre 2022   | T40.10407          |
| 8  | Week-end d'avant la rentrée                     | Pre-Frosh Wenkend                     | Tazbah Chavez    | Sahra Tapscott et Modupe Thompson | 8 décembre 2022   | T40.10408          |
| 9  | Sexe & Basketball                               | Sex and Basketball                    | Rupinder Gill    | Rupinder Gill et Caroline Golfarb | 15 décembre 2022  | T40.10409          |
| 10 | La loterie des colocataires                     | The Rooming Lottery                   | Justin Noble     | Justin Noble et Beth Appel        | 15 décembre 2022  | T40.10410          |

### Troisième saison (2024-2025)
Le 14 décembre 2022, la série est renouvelée pour une troisième saison. Elle est diffusée depuis 21 novembre 2024.
| no | Titre français              | Titre original        | Réalisateur     | Scénaristes                              | Date de sortie   | Code de production |
| -- | --------------------------- | --------------------- | --------------- | ---------------------------------------- | ---------------- | ------------------ |
| 1  | Bon retour à Essex          | Welcome Back to Essex | MJ Delaney      | Mindy Kaling et Justin Noble             | 21 novembre 2024 | T40.10501          |
| 2  | Lila par Lila               | Lila by Lila          | MJ Delaney      | Sarah Tapscott                           | 28 novembre 2024 | T40.10502          |
| 3  | Puissance 4                 | Four to a Suite       | Michael Spiller | Rupinder Gill et Vanessa Baden Kelly     | 5 décembre 2024  | T40.10503          |
| 4  | Franklin le renard          | Franklin the Fox      | Michael Spiller | Caroline Goldfarb                        | 12 décembre 2024 | T40.10504          |
| 5  | Le weekend des parents 2    | Parents Weekend 2     | Gail Mancuso    | David Phillips                           | 19 décembre 2024 | T40.10505          |
| 6  | Halloween & lait d'avoine   | Halloween & Oat Milk  | Steven Canals   | Beth Appel                               | 26 décembre 2024 | T40.10506          |
| 7  | Rodéo Queer                 | The Rodeo             | Thembi L. Banks | Modupe Thompson                          | 2 janvier 2025   | T40.10507          |
| 8  | Le Test du Partenaire Idéal | The Good Partner Test | Courtney M.     | Franklin Rupinder Gill et Sarah Tapscott | 9 janvier 2025   | T40.10508          |
| 9  | Première fois               | Pics                  | Rupinder Gill   | David Phillips et Beth Appel             | 16 janvier 2025  | T40.10509          |
| 10 | Les combattantes d'Essex    | Essex Strong          | Justin Noble    | Justin Noble et Caroline Goldfarb        | 23 janvier 2025  | T40.10510          |